# Asplenium aegaeum
Asplenium aegaeum är en svartbräkenväxtart som beskrevs av Lovis och al. Asplenium aegaeum ingår i släktet Asplenium och familjen Aspleniaceae. Inga underarter finns listade.